# Lançon (Ardenne)
Lançon è un comune francese di 44 abitanti situato nel dipartimento delle Ardenne nella regione del Grand Est.

## Società

### Evoluzione demografica
Abitanti censiti